# Fredrik Ekblom
Fredrik Ekblom (6 de octubre de 1970) es un piloto de automovilismo de velocidad sueco. Compite desde 1998 en el Campeonato Sueco de Turismos, donde obtuvo 34 victorias y 104 podios. Obtuvo cuatro títulos en 1998, 2003, 2007 y 2012, fue subcampeón en 1999, 2000, 2008, 2011 y 2015, y tercero en 2004, 2010 y 2014. Además tuvo una destacada actuación internacional en automóviles deportivos.

## Monoplazas
Ekblom corrió en su juventud en la Fórmula 3 Sueca, resultando tercero en 1989 y segundo en 1990. Luego fue subcampeón de la Fórmula 3000 Británica en 1991.
El piloto se mudó a Estados Unidos en 1992 a disputar la Indy Lights, consiguiendo un segundo puesto en Mid-Ohio. En 1993 obtuvo un segundo puesto y cinco top 5, por lo que sse colocó séptimo en el campeonato.
El sueco debutó en la CART en la fecha de Detroit 1994 con el equipo McCormack, donde acabó 15º. En 1995 corrió en la CART en Laguna Seca con Foyt, donde terminó 19º. En 1996, Ekblom disputó la U.S. 500 de Michigan la CART, donde abandonó por falla mecánica.

## Automóviles deportivos
El sueco disputó varias fechas del Campeonato IMSA GT 1995 para el equipo Brix con un Spice de la clase mayor WSC, resultando segundo en las 24 Horas de Daytona y tercero en Watkins Glen.
Luego corrió en las 24 Horas de Le Mans con un Courage oficial, llegando 16º absoluto en 1997 y abandonando en 1998. En 1999 corrió para el equipo oficial Nissan con un Courage, terminando octavo absoluto junto a Marc Goossens y Didier Cottaz.
En 2001 disputó la American Le Mans Series para Schnitzer con un BMW M3 de la clase GT. Acompañado de Dirk Müller, consiguió una victoria en Jarama y tres segundos puestos, de modo que se colocó séptimo en el campeonato de pilotos y obtuvo el título de equipos.

## Turismos
Ekblom comenzó a correr en el Campeonato Sueco de Turismos en 1998, al volante de un BMW Serie 3 oficial del equipo WestCoast. Logró tres victorias y ocho podios en doce carreras, y obtuvo el título ante Jan Nilsson. En 1999 consiguió tres victorias y nueve podios, por lo que fue subcampeón por detrás de Mattias Ekström.
En 2000 pasó a pilotar un Audi A4 de Kristoffersson. Cosechó siete victorias y 12 top 5 en 16 carreras, resultando subcampeón por detrás de Tommy Rustad.
Luego de ausentarse dos años, Ekblom retornó en 2003 con Kristoffersson para volver a conducir un Audi A4. Con dos victorias y 11 podios en 16 carreras, se coronó campeón ante Nilsson. En 2004 obtuvo dos triunfos, seis podios y 12 top 5 en 18 carreras, de modo que terminó tercero por detrás de Richard Göransson y Robert Dahlgren.
El piloto obtuvo un tercer puesto, un cuarto y tres quintos en las ocho carreras, de manera que se ubicó sexto en el campeonato. En 2006 consiguió tres podios en nueve fechas y culminó cuarto.
Ekblom volvió al equipo WestCoast en la temporada 2007 para pilotar un BMW Serie 3. Acumuló dos victorias y seis podios en 11 carreras y consiguió su tercer título ante Dahlgren y Göransson. En 2008, obtuvo dos triunfos y siete podios en 11 carreras, quedando así segundo en el campeonato por detrás de Göransson.
En 2009 pasó a utilizar un Volkswagen Scirocco a gas natural del equipo Brovallen. Puntuó en solamente cuatro carreras de 18 y quedó relegado a la 13.ª colocación final. En 2010 siguió con un Volkswagen Scitocco pero de vuelta en Kristoffersson. Cosechó tres victorias, seis podios y 15 top 5 en 18 carreras, acabando tercero en la tabla general por detrás de Göransson y Dahlgren. En 2011 logró tres victorias y diez podios en 18 carreras, resultando subcampeón a dos puntos de Rickard Rydell.
Varios equipos del Campeonato Sueco de Turismos se escindieron en 2012 para fundar la serie TTA. Polestar fichó a Ekblom para pilotar un Volvo S60 oficial. Acumuló dos victorias, tres segundos puestos, dos cuartos y un quinto en las ocho carreras, y se coronó campeón ante Linus Ohlsson y Thed Björk.
Ambos torneos se fusionaron para la temporada 2013. Ekblom consiguió cinco podios en las 12 carreras del Campeonato Escandinavo de Turismos, por lo que se ubicó quinto en la tabla general.
Ekblom siguió pilotando un Volvo S60 oficial de Polestar en el Campeonato Escandinavo de Turismos 2014. Obtuvo tres victorias, un cuarto puesto y dos sextos en doce carreras, de modo que acabó tercero en la clasificación general, por detrás de Björk y Fredrik Larsson.
En 2015, el piloto acumuló cuatro victorias, cuatro segundos puestos y dos terceros en catorce carreras, por lo que fue subcampeón por detrás de Björk.
Ekblom disputará el Campeonato Mundial de Turismos 2016 con un Volvo S60 oficial.